# Glycaspis cyta
Glycaspis cyta är en insektsart som beskrevs av Moore 1961. Glycaspis cyta ingår i släktet Glycaspis och familjen rundbladloppor. Inga underarter finns listade i Catalogue of Life.